# Maske (Lebensmittel)

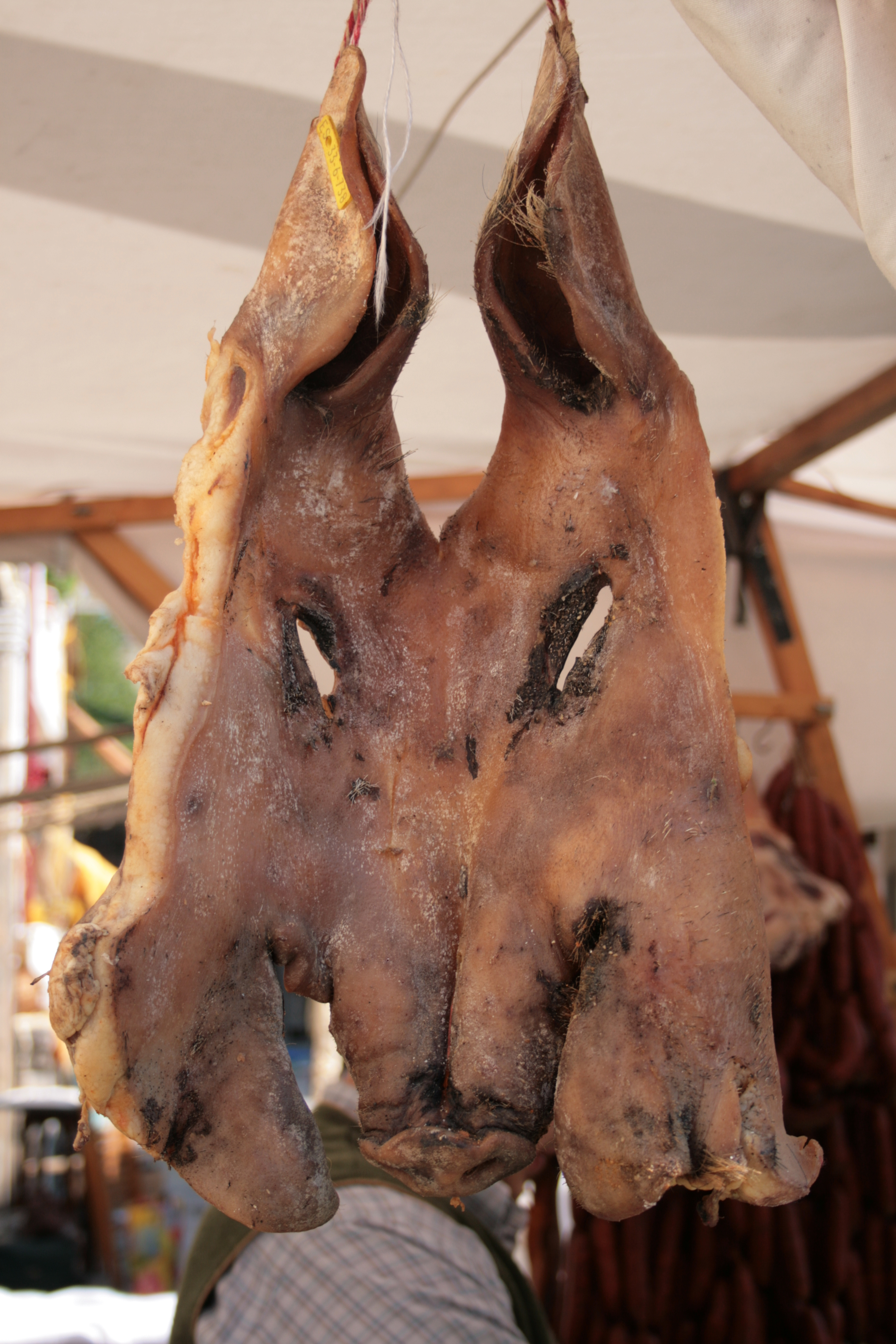
Schweinemaske

Unter einer Maske versteht man bei der Schlachtung jene Gesichtshälften, die zur Herstellung von Schweinskopfsülze im Schlachtprozess bzw. in der Lebensmittelindustrie verwendet werden.
Nach der Schlachtung eines Hausschweins wird der Kopf des Tieres in zwei Hälften geteilt und nach dem groben Reinigen bei 100 °C gekocht und mit Nitritpökelsalz konserviert und farblich frisch, sprich rot, gestaltet. Danach werden die so genannten Masken von Hand vom Schädelknochen abgelöst und der industriellen Zerkleinerung zugeführt.